# Histoire du chevalier Des Grieux et de Manon Lescaut (téléfilm)
Pour les articles homonymes, voir Manon Lescaut (homonymie).
Histoire du chevalier Des Grieux et de Manon Lescaut est une mini-série française en six épisodes de 52 minutes réalisé par Jean Delannoy et diffusée à partir du 19 décembre 1978 sur TF1.
C'est l'adaptation cinématographique du roman-mémoires Histoire du chevalier Des Grieux et de Manon Lescaut de l’abbé Prévost, paru en 1731.
Au Québec, elle a été diffusée à partir du 19 décembre 1980 à la Télévision de Radio-Canada.

## Synopsis
De retour dans sa ville natale à la veille des vacances, le chevalier Des Grieux rencontre Manon Lescaut dont il tombe éperdument amoureux. Malgré sa jeunesse et son manque d'expérience amoureuse, il s’enfuit avec elle à Paris, où ils vont vivre le parfait amour… pendant trois semaines.

## Fiche technique
- Titre original : Histoire du chevalier Des Grieux et de Manon Lescaut
- Réalisation : Jean Delannoy
- Scénario : Jean Anouilh, d'après le roman éponyme de l'abbé Prévost
- Directeur de la photographie :
- Société de production :
- Société de distribution :
- Pays d'origine :  France
- Langue : français
- Épisodes : 6
- Durée : 52 minutes
- Genre : drame historique
- Date de sortie : 19 décembre 1978

## Distribution
- Franck Cabot-David : Des Grieux
- Fanny Cottençon : Manon Lescaut
- Jacques Balutin : Jean Lescaut
- Maurice Vaudaux : Tiberge
- André Reybaz : Abbé Prévost
- Jacques Castelot : Gauthier de Montrond
- Bernard Le Coq : son fils
- André Dumas : Des Grieux père
- Philippe Rondest : Des Grieux fils
- Gérard Caillaud : De Touzac
- Maurice Jacquemont : Le supérieur de Saint-Lazare
- Marc Fayolle : Marcel
- Philippe Desboeuf : Culogratti
- Jacques Monod : Le gouverneur
- René Morard : Le sergent
- Georges Lycan : Lambert
- Bakó Márta (hu) : La propriétaire
- François Dalou : Le lieutenant de police
- Marie-Aude Echelard : Une commère
- Louis Eymond : Le supérieur
- Jean-Michel Farcy : Blaise
- Joëlle Fossier : Une servante
- Gill Gam : Une commère
- Gelecsényi Sára (hu) : Une servante
- Zoltán Gera : Le cocher
- Gyenge Árpád (hu) : Le fripier
- János Kovács (hu) : Le capitaine
- René Lefevre-Bel : Le laquais
- Lajos Mezey (hu) : La Bélandière
- Bernard Musson : Lucas
- Némethy Ferenc (hu) : L'aumônier
- Marcel Philippot : Un valet
- Catherine Rethi : La dentellière
- Bernard Soufflet : Un valet
- Vogt Károly (hu) : Synnelet